# Pia Balling
Pia Balling (gift Stockmann, født 20 juni 1940) er en dansk tidligere tennisspiller, der var medlem af HIK Tennis og aktiv i 1950'erne og 1960'erne. Hun vandt 18 Danmarksmesterskaber, heraf 11 i damesingle, seks i damedouble og ét i mixed double. 
Hun spillede damesingle ved US Open 1962-1964, men vandt kun en kamp i 1964. Hun deltog også i damedouble i Wimbledon 1961-1963 og 1967. 
Hun var gift med direktør Erik Stockmann (født 1920). Deres datter Merete Balling Stockmann (født 1970) spillede Federation Cup for Danmark i 1990 og vandt tre Danmarksmesterskaber. 
Efter karrieren bosatte Pia Balling sig i USA, hvor hun allerede i sin ungdom som studerende på The Sage Colleges boede i staten New York. Hun har en master-eksamen i idræt. Hun bor i dag i Phoenix, Arizona.